# Reino da Ibéria
Ibéria (em latim: Iberia; em grego: Ἰβηρία) foi o nome exônimo dado pelos antigos gregos e romanos ao reino georgiano de Cártlia (em georgiano: ქართლი), que existiu entre os séculos IV a.C. e V d.C. e que correspondia aproximadamente ao leste e ao sul da atual Geórgia.

## Iberos do leste e do oeste
A similaridade do termo Ibéria para a Península Ibérica (oeste da Europa) e para a região do Cáucaso (leste), que se verifica em todas as denominações em línguas indo-europeias e mesmo em outras, sempre suscitou a ideia de alguma relação de parentesco entre os povos ditos "iberos" do oeste e do leste. Vários autores da Antiguidade e da Idade Média levantaram essa hipótese de uma origem comum, mas não souberam explicar isso diante da grande distância geográfica entre os dois grupos, nem definiram de onde teriam se originado ambas as etnias. Essa teoria da origem próxima comum teria sido bem aceita na Geórgia medieval, tendo o proeminente escritor religioso do país, Giorgi Mthatzmindeli (1009-1065) se referido a alguns nobres georgianos que teriam pretendido viajar até o extremo sudoeste da Europa para visitar os Georgianos do Oeste.

## História

### Primórdios
A área era habitada por várias tribos relacionadas entre si, conhecidas como "iberos" por antigos autores. O reino local, Cártlia, deve seu nome a um mítico chefe de nome Cartlos.
Os povos moscos (Tubal e Meseque) que muitos historiadores clássicos mencionam (também a Bíblia) e seus prováveis descendentes os saspires, citados por Heródoto, teriam sido os responsáveis pela consolidação das diversas tribos nessa região. A provável origem etimológica de Ibéria derivaria de Sasper via Sasper >Speri >Hberi >Iberi. Os Moscos teriam se deslocado para o nordeste em migração, sendo que sua principal tribo, os Misqueta, originaram o nome da capital. Seu primeiro assentamento teve o nome dado por autores medievais georgianos, Arriã-Cartli, sob o domínio do Império Aquemênida. Foram governados por um príncipe de nome mamasakhlisi.
A obra medieval Moktsevai Kartlisai («Conversão de Ibéria») fala de um certo Azo e seu povo, os quais se assentaram na futura capital Misqueta ( declarada Patrimônio da Humanidade, fica perto de Tiblíssi). Outras antigas crônicas, as Kartlis Tskhovreba ("História de Ibéria"), informam que Azo seria um oficial de Alexandro Magno, que derrotou uma dinastia local e conquistou o território, tendo sido depois expulso por Farnabazo I da Ibéria.

### Queda do Reino
A contínua rivalidade entre o Império Bizantino e o Império Sassânida pela supremacia no Cáucaso e a fracassada insurreição do ano 526 dos georgianos, liderada por Gurgenes, foi de consequências danosas ao país. Desde então, o rei da Ibéria teve um poder apenas simbólico, pois o país estava sob domínio persa. Em 580, Hormisda IV (r. 578–590) aboliu a monarquia depois da morte do rei Bacúrio III. A Ibéria passou a ser uma província persa administrada por um governador (marzobã). Em 582, nobres georgianos solicitaram ajuda ao imperador Maurício (r. 582–602) de Constantinopla para fazer renascer o Reino da Ibéria, mas, em 591, os bizantinos e os persas preferiram fazer um acordo para dividir a região, ficando Tiblíssi com os persas e Misqueta com os bizantinos.

## Reis da Ibéria
- Samara de Misqueta (355−322 a.C.)
- Azon de Misqueta (322−302 a.C.)

Dinastia farnabázida
- Farnabazo I [1] (302−237 a.C.)
- Sauromaces I [1] (237−162 a.C.)
- Meribanes I [2] (162−112 a.C.)
- Farnajom [2] (112−93 a.C.)

Dinastia Arsácida
- Artaxias I[2] (93−81 a.C.)
- Artoces [2] (81−63 a.C.)

Dinastia ninródida ou farnabázida (restaurada)
- Farnabazo II[2] (63−32 a.C.)
- Meribanes II [2] (32−23 a.C.)
- Artaxias II[2] (23 a.C.-2 d.C.)

Dinastia arsácida (restaurada)
- Farasmanes I[2] (2-58)
- Mitrídates I [2] (58-106)
- Amazaspo I (106-116)
- Farasmanes II, o Bom (116-132)
- Radamisto (132-135)
- Farasmanes III (135-185)
- Amazaspo II (185-189)

Dinastia arsácida
- Reve I o Justo (189-216)
- Vache I (216-234)
- Bacúrio I (234-249)
- Mitrídates II (249-265)
- Amazaspo III, anti-rei (260-265)
- Aspacues (265-284)

Dinastia cosroida
- Meribanes III, introduziu o Cristianismo na Geórgia (284-361)
- Reve II, correi c/ Meribanes (345-361)
- Sauromaces II (361-363)
- Varaz-Bacúrio I
- Mitrídates III (365-380)
- Varaz-Bacúrio II
- Tirídates (394-406)
- Farasmanes IV (406-409)
- Mitrídates IV (409-411)
- Archil (411-435)
- Mitrídates V (435-447)
- Vactangue I (447-502)
- Vache II, ou Dachi II, ou Darchi II, ou Darchil II (502-514)
- Bacúrio II (514-528)
- Farasmanes V (528-542)
- Farasmanes VI (542-547)
- Bacúrio III (547-580)